# Hospital de San Agustín (El Burgo de Osma)

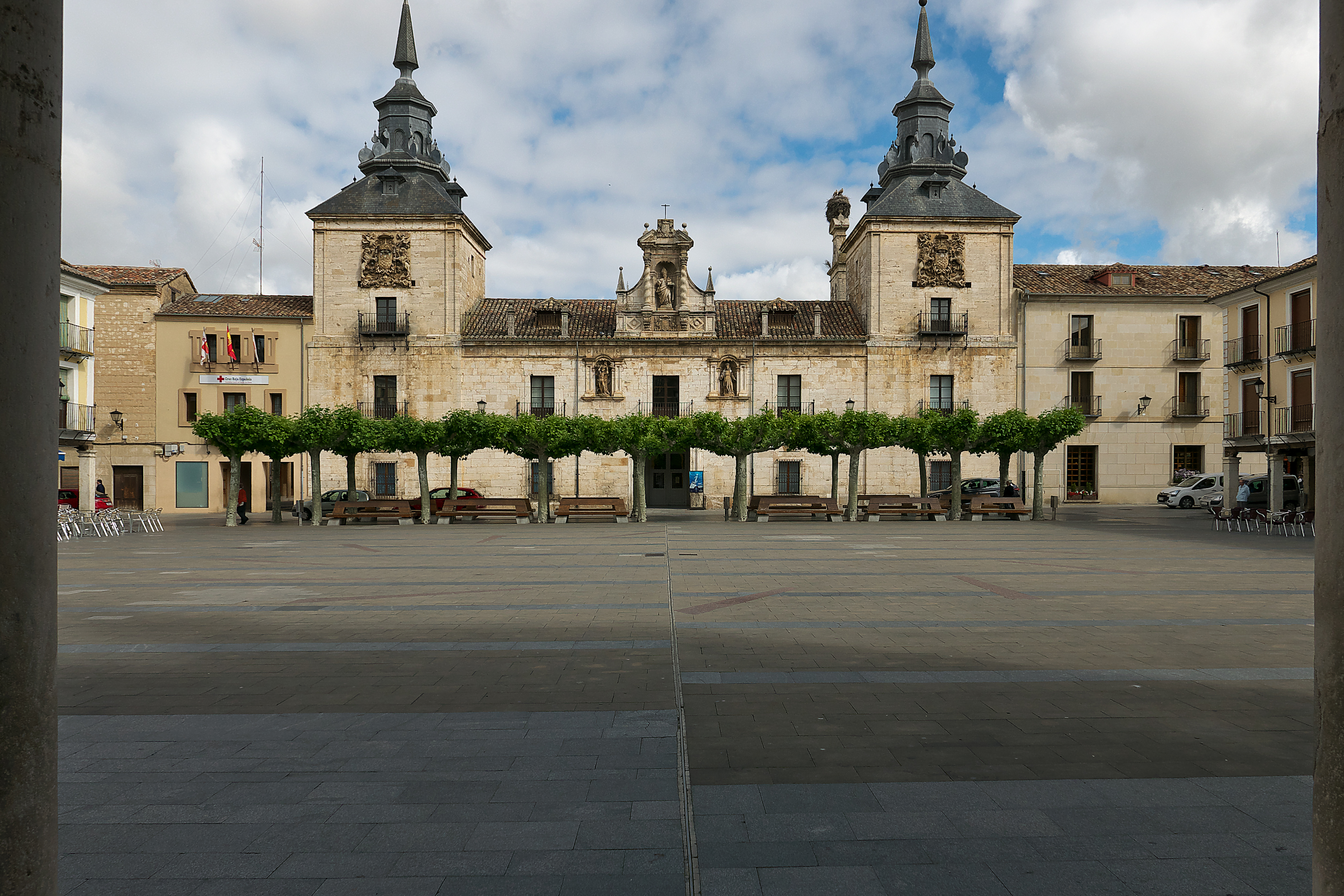
Fachada principal del antiguo Hospital de San Agustín.

El antiguo Hospital de San Agustín sito en El Burgo de Osma (provincia de Soria, España) es una construcción del siglo XVII, de los maestros Pedro Portela e hijo, Ignacio Moncalcán y Diego Núñez,  conforme a la traza de Cipriano Antonio Miguel.

## Edificio

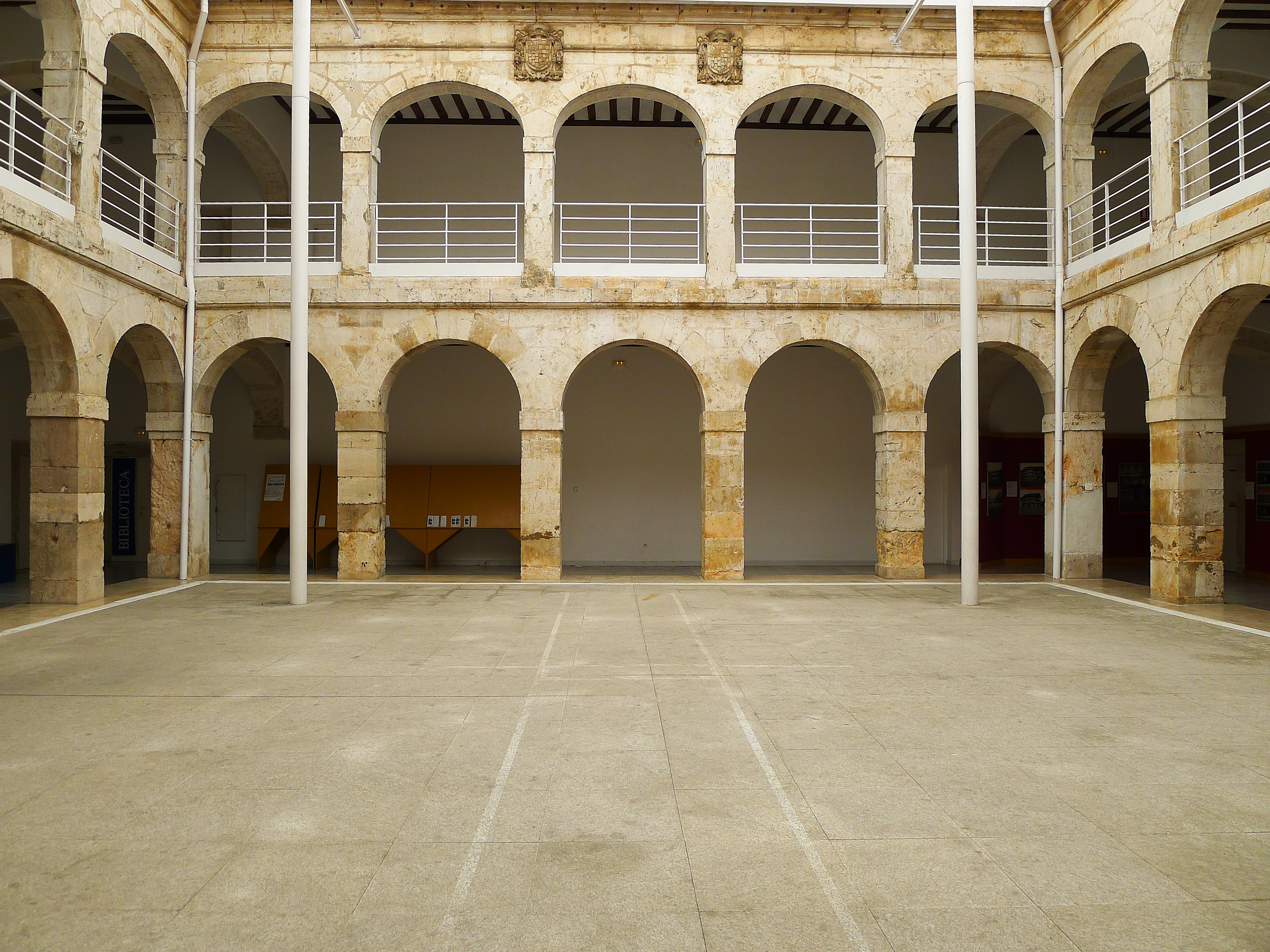
Patio del Hospital de San Agustín.

Situado en la plaza Mayor, frente al Ayuntamiento, el edificio presenta una disposición clásica, de dos plantas, con patio central de planta cuadrada, y un cuerpo rectangular en su extremo noroeste. Fue mandado construir por el Obispo 
Arévalo y Torres y erigido entre 1694 y 1699.
El patio interior de esmeralda factura tiene dos plantas abiertas en cada uno de sus frentes por cinco arcos rebajados, cornisa de piedra y dos escudos por fachada.
De gran interés es la cúpula barroca de la capilla, obra de Pedro Portela. La fachada principal, realizada en piedra de sillería, se abre a la plaza Mayor, en una composición simétrica con acceso por el centro, mediante puerta adintelada flanqueada por dos huecos de ventanas, repitiendo la  misma composición en el piso superior con balcón central entre dos hornacinas, que albergan las imágenes de San Francisco y San Sebastián.
Remata en una peineta, con hornacina entre columnas salomónicas, que alberga a San Agustín.
A ambos lados de la fachada se disponen dos esbeltas torres rematadas con chapitel de tres cuerpos, en cada uno de los cuales se abre un hueco de ventana en el piso inferior y balcones en el superior, por encima de los que se sitúan dos impresionantes escudos del fundador.
Actualmente acoge el Centro Cultural de la Villa. Fue declarado Bien de Interés Cultural en la categoría de Monumento el 11 de marzo de 1999.